# Krijgerwesp
De krijgerwesp (Megalara garuda), informeel bekend als de koning der wespen, is een grote wesp en de enige soort in het geslacht Megalara, familie Crabronidae. Lynn Kimsey, directeur van het Bohart Museum of Entomology, professor entomologie aan de Universiteit van Californië, en Michael Ohl, hoofd van de afdeling entomologie van het Museum für Naturkunde in Berlijn, ontdekten de soort in het wild in 2011
op de Mekongga bergen in het zuidoosten van het Indonesische eiland Sulawesi.
In maart 2012 is voor het eerst een gedetailleerde beschrijving van de soort gepubliceerd.
Mannetjes zijn ongeveer 3,3 cm lang en hebben opvallend lange kaken. Hun langwerpige kaken zijn bijna even lang als de voorpoten. Vrouwtjes zijn iets kleiner, maar nog steeds groter dan andere soorten in de familie. Beide seksen zijn glimmend zwart van kleur en hebben donkere vleugels.
Het zijn solitaire predators van andere soorten insecten.